# Medal of Honor: Warfighter
Medal of Honor: Warfighter é um jogo eletrônico de tiro em primeira pessoa desenvolvido pela Danger Close Games e publicado pela Electronic Arts, lançado em outubro de 2012 para Microsoft Windows, PlayStation 3 e Xbox 360.
Warfighter é uma sequência direta do jogo de 2010 Medal of Honor e o décimo quarto título da série Medal of Honor. O título foi anunciado oficialmente em 23 de Fevereiro de 2012.
Medal of Honor: Warfighter não foi muito bem recebido pela critica, detendo uma média de 51% para Xbox 360, 54% para PlayStation 3 e 58% para PC no site de criticas agregadas Metacritic.

## Jogabilidade
O jogo usa o motor da DICE, o Frostbite 2, (o mesmo motor que Battlefield 3 e Need For Speed: The Run. Tanto os modos single-player e multiplayer vão usar a última versão do Frostbite 2. O jogo suporta apenas o Windows Vista/7/8 e DirectX 10/10.1/11.

### Campanha
A campanha solo de "Warfighter" tenta se diferenciar de todos os jogos de tiro contemporâneos ao apresentar os homens por trás das fardas do Tier 1 - mais especificamente Preacher, um dos soldados que você controla no game. As missões de Medal of Honor: Warfighter são pontuadas por uma trama paralela, que envolve o casamento problemático de Preacher e o convívio familiar complicado dos soldados de elite, suas esposas e filhos.
A história também mostra, nas entrelinhas, como esses soldados acabam levando uma vida parecida com os terroristas que combatem, atuando em células infiltradas em locais distantes, disfarçados como habitantes locais. Esses grupos são liderados por um agente isolado, que passa apenas a informação e as ordens necessárias para cada célula operar.
Talvez a semelhança entre os soldados e seus inimigos seja o que torne essa visão mais próxima da "guerra ao terror" tão interessante e isso diferencia, de forma positiva, "Medal of Honor: Warfighter" de outros jogos de tiro militares. A produtora Danger Close até tenta mostrar um pouco do "outro lado", com um tutorial em um acampamento terrorista que parece ter a intenção de chocar a audiência.
O jogador participa de missões na Somália, no Oriente Médio e no Leste Europeu. Além dos tiroteios típicos em cidades poeirentas e arruinadas, há sequências de sniper, trechos sobre trilhos em barcos e helicópteros.

### Multijogador
A EA Digital Illusions CE, que desenvolveu o multiplayer de Medal of Honor foi substituído pela Danger Close Games que vai produzir o seu próprio multiplayer com o motor da DICE Frostbite 2, que no jogo anterior não era o caso.
O multijogador de Warfighter contém 13 Forças Especiais Tier-1 jogáveis de 10 países:
| País           | Facção jogável                                                     |
| -------------- | ------------------------------------------------------------------ |
| Australia      | Special Air Service Regiment (SASR)                                |
| Canada         | Joint Task Force 2 (JTF2)                                          |
| Alemanha       | Kommando Spezialkräfte (KSK)                                       |
| Noruega        | Forsvarets Spesialkommando (FSK) e Hærens Jegerkommando (HJK)      |
| Polónia        | JW Grom (GROM)                                                     |
| Russia         | Spetsnaz                                                           |
| Coreia do Sul  | Republic of Korea Naval Special Warfare Flotilla (UDT/SEALs)       |
| Suécia         | SOG (Särskilda Skyddsgruppen/Särskilda Inhämtningsgruppen)         |
| Reino Unido    | Special Air Service (SAS)                                          |
| Estados Unidos | Navy SEALs, Delta Force, e a OGA (Special Activities Division‎/SOG) |

#### Cooperativa
Haverá um modo co-op, que é separado a partir do modo único jogador (campanha).

## Sinopse

### Enredo
O jogo é uma continuação direta de Medal of Honor. Os jogadores continuarão a controlar os agentes do Tier 1 através de vários cenários incluindo o salvamento de reféns na Casa-Forte de Abu Sayyaf nas Filipinas e assaltar a cidade pirata de Al-Shabaab na costa da Somália.
É revelado que Preacher, operador da Tier 1, regressa a casa para encontrar a família. O jogo há uma parte constituída de flashbacks e outra com eventos "de hoje". Os eventos de flashback acontecem antes de um acidente num trem em Madrid, onde encontraria sua família. Porém deu de cara com um homem que fez parte numa missão de captura a reféns nas Filipinas, que explodiu um trem, matando 35 pessoas e ele mesmo.
Por sorte, o trem não era o da família de Preacher (seu nome verdadeiro é Tom). Ele fica em coma por 48 horas, até que acorda e da de cara com seu comandante (chamado apenas de Mother nos dois jogos), que lhe conta detalhes da situação atual do seu grupo, chamado de TF (Task Force) Mako. Preacher então diz que não irá voltar a sua profissão antiga para "consertar" seu casamento. Mas é convencido por Mother, quando fala que 12 das 35 mortes eram de crianças, e Tom tinha uma filha de aparentes 7 anos.
Já após os flashbacks, Preacher se recupera dos seus machucados e volta a ativa, já com sua primeira missão, cujo objetivo é interrogar um homem que estava comercializando bombas de PETN a uma organização terrorista, junto a Mother e a um agente conhecido deles chamado Ajab. Eles conseguem uma informação que os leva a Dubai, onde Mother e Preacher (às vezes junto de Ajab, formando a TF Blackbird) tem de obter informação sobre um banqueiro chamado Hassan, que depois se revela a ser o principal vilão do jogo, sobre o nome de The Cleric (o clérigo). Porém no meio de uma tentativa de fuga da segurança de Hassan, os dois são capturados numa perseguição de carro com o chefe de segurança de Hassan, chamado de Sa'ad Al Din.
Este interroga ambos após várias chamadas no celular de Mother. Ele pergunta a Mother quem esta no outro lado do telefone, e ele responde "sua mãe", resultando na sua morte pois Al Din é bastante estressado. Preacher, após ver Mother ser executado diante de seus olhos, fica extremamente nervoso e consegue escapar da cadeira e das algemas, matando vários guardas com combate corpo-a-corpo e com uma pistola com um silenciador. Após enfrentar muitos guardas com a arma, Preacher finalmente consegue chegar até Al Din, espancando-o.
O jogo também possui um personagem secundário, chamado de Stump, que tem uma ligação em muitas missões de Preacher e é um personagem jogável em várias missões. Ele era um Marine mas se tornou um SEAL, entrando na TF Mako. Stump e seu esquadrão liderado por um ex-integrante do esquadrão (AFO Neptune) de Mother chamado de Voodoo, em uma das missões finais, invadem um navio que seria inimigo e também transportava explosivos, e que estranhamente estava desligado. Após chegarem a sala de controle, encontram Preacher espancando Sa'ad Al Din, já imobilizado e muito machucado.
Após falar os acontecimentos a Voodoo, eles juntam os fatos e chegam a uma localização onde os dois times se juntam e invadem "The Cleric's Palace" (O Palácio do Clérigo). Primeiramente usam silenciadores e cuidado para infiltrarem o lugar, mas então começam um ataque frontal. Após eliminarem muitos soldados bem treinados e protegidos, Voodoo e Preacher pedem 3 minutos para invadirem o Palácio. Mas de repente o lugar começa a pegar fogo por nada, e os dois encontram alguns soldados incendiados, até chegarem a porta central, onde Voodoo fala (em português): "Está preparado? Vamos fazer isso. Por Mother. E por Rabbit (o personagem central que morre no jogo anterior)", derrubando a porta e encontrando Hassan, aparentemente enlouquecido mentalmente, com explosivos nas suas costas.
Voodoo da ordens a ele para mostrar as mãos e deitar, enquanto Preacher observa as operações de Hassan. Preacher executa-o após ele e Voodoo perceberem os explosivos. O jogo acaba com a triste cena do velório de Mother, onde comparecem todos os seus aliados e amigos.

## Desenvolvimento
Em fevereiro de 2011, Gregory Goodrich, produtor executivo da Danger Close Games revelou que a empresa estaria produzindo uma sequela para o jogo de 2010, Medal of Honor, numa carta no site oficial da série Medal of Honor.  Em janeiro de 2012 o retalhista GAME, revelou que a EA planeia lançar novos capítulos de Medal of Honor e Need for Speed no final daquele ano. Vários sites de videojogos, tais como GameSpot e Kotaku revelaram um convite para 6 de marco de 2012 de uma inauguração pública na Game Developers Conference em San Francisco, indicando que um novo capítulo da série Medal of Honor teria a sua primeira demonstração pública.
Medal of Honor: Warfighter segue as pisadas do jogo Battlefield 3 ao usar o motor Frostbite 2. O director criativo da EA Richard Farrelly, disse que a Danger Close ajudou para que o motor fosse puxado para novas direcções criando o seu próprio aspecto de propósito para Warfighter, mas "continuando com os mesmo elementos que [EA Digital Illusions CE] tinha, como a micro-destruição e a fantástica luz." Farrelly também afirmou que Warfighter está a "ajudar a fazer de Frostbite 2 um melhor motor".
Em junho de 2012, o retalhista ET Game anunciou que Medal of Honor: Warfighter irá ser desenvolvido e lançado para a nova consola portátil da Sony, a PlayStation Vita. No entanto, a EA confirmou ao site VG24/7 que Medal of Honor: Warfighter na PS Vita é um "Erro".

### Wii U
Em 7 de junho de 2011, durante a conferência de imprensa da Nintendo na E3 de 2011, John Riccitiello da EA Games manifestou interesse no próximo sistema da Nintendo, a Wii U. Os jornais austríacos Der Standard relataram que Warfighter está prevista para a Wii U ao lado das versões Xbox 360, PlayStation 3 e PC, como muitos outros jogos conhecidos multi-plataforma da Wii U, principalmente Assassin's Creed III. Isso foi o que disseram, pois até agora não foi nem começado a produzir o game para o console, pois o jogo está na geladeira e não sairá de lá tão cedo.

## Música
A música de Warfighter foi composta por Ramin Djawadi, que também compôs a música para Medal of Honor (2010). A trilha sonora oficial foi lançada em 25 de setembro de 2012, no iTunes e na Amazon, quase um mês antes do lançamento do jogo. A trilha sonora consiste em 21 faixas, 2 das quais foram compostas por Mike Shinoda, co-vocalista e multi-instrumentista do Linkin Park. A música do Linkin Park, "Castle of Glass", de seu álbum, Living Things, serve como tema para Warfighter, e as variações da música aparecem na trilha sonora. Os temas do jogo anterior reaparecem também, embora sob formas ligeiramente diferentes. O videoclipe oficial foi lançado em 10 de outubro de 2012.

## Marketing

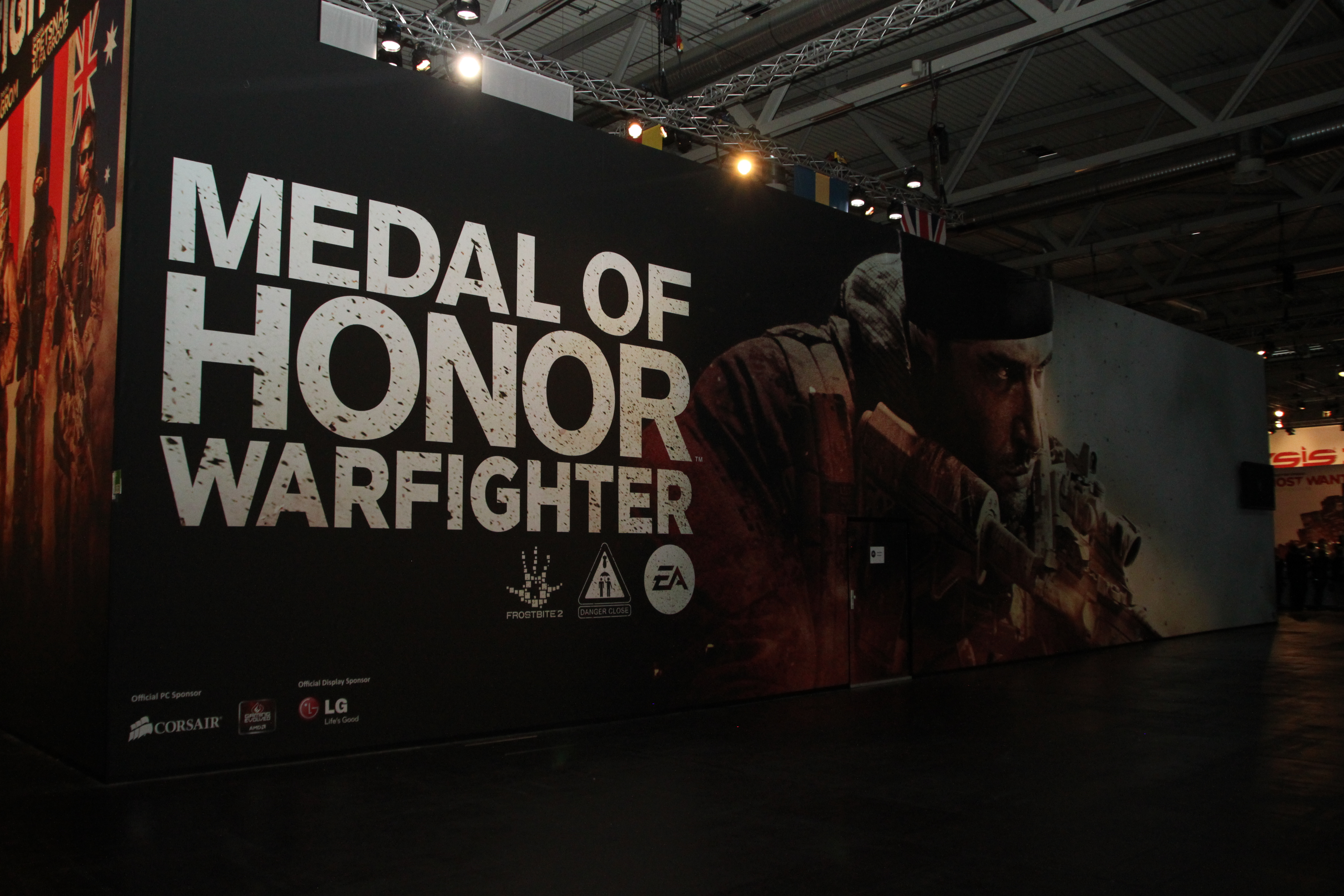
Uma demo de Medal of Honor: Warfighter foi apresentada na Gamescom 2012 em Colónia, Alemanha.

Em 25 de outubro de 2011, um encarte com arte promocional foi incluído nas cópias de retalho de Battlefield 3, com pouco mais de uma imagem e um logotipo da BBFC. Em 23 de fevereiro de 2012, Medal of Honor: Warfighter foi apresentado oficialmente, juntamente com arte promocional. Em março de 2012 um video exclusivo foi lançado no YouTube.
Pré-reservas de Warfighter automaticamente se convertem na Limited Edition sem custo acrescido. A Limited Edition desbloqueia a U.S. Navy SEALs Tier 1 Sniper e a McMillan Tac-300 (arma sniper) aquando do lançamento do jogo, um desbloqueio que de outra maneira iria requerer cerca de 40 horas de jogo.
A Electronic Arts também anunciou que aqueles que fizerem a pré-reserva de Medal of Honor: Warfighter irão ter acesso à beta de Battlefield 4. A beta de Battlefield 4 não irá decorrer até o outono de 2013.
Medal of Honor: Warfighter Military Edition é uma edição que junta a Limited Edition com outros extras para usar no jogo, e está apenas disponível para activos, reservas e reformados do Exercito Americano e empregados do governo Norte-Americano, exclusivo na GovX.com.

## Recepção
Medal of Honor: Warfighter foi mal recebido pela critica, com muitos analistas a dizerem que o jogo é "pequeno, cheio de erros" (apesar da actualização no primeiro dia), IA muito pobre e que é "um jogo sem nenhuma identidade própria". No entanto, os críticos elogiaram os visuais e o motor Frostbite 2 como sendo "um dos jogos mais bonitos que fazem uso do Frostbite 2 desde Battlefield 3", mas ao mesmo tempo criticando algumas texturas nas versões de PlayStation 3 e Xbox 360. Warfighter detém no site Metacritic a pontuação de 51% para a Xbox 360, 54% para PlayStation 3 e 58% para PC.
Metro.co.uk disse que "Warfighter é um dos piores videojogos que jogaram" e deu a pontuação 4/10. A GameThirst deu a pontuação 6/10 e diz que "se Medal Of Honor: Warfighter fosse uma casa, não querias viver nele." e que "Grandes títulos como Halo 4 ou Call of Duty: Black Ops 2 disponíveis daqui por menos de um mês, não há necessidade de comprar Warfighter. Vale mais alugá-lo."
A Eurogamer deu 5/10 afirmando que "o que foi feito em Warfighter, são vários passos para trás, para o lado, e nenhum em frente" e que "Medal of Honor está doente, apesar da insistência da EA, a morte da série parece iminente." A Destructoid e a Videogamer.com deram ambos 5/10. O The Financial Post deu 5.5/10 dizendo que o jogo é "difícil de recomendar".
A IGN deu 4/10 e diz que "não é apenas uma sequela perturbadora – Warfighter é uma falta de respeito pelos jogadores e pelo seu tempo". A GameSpot deu a pontuação 6/10 dizendo que Warfighter tem como pontos fortes o sistema de equipa (Fire Team) do multijogador, algumas das sequências de veículos e alguns dos cenários e tem como pontos fracos a narrativa e personagens muito fracos e a campanha que no seu todo não é excitante.
A Game Informer deu ao jogo a pontuação 5/10 dizendo que "esta série, uma vez amada, pode estar perigosamente perto de ser colocada num caixão." Kirk Hamilton da Kotaku refere que "as lanternas até têm bom aspecto" como o único aspecto positivo do jogo e conclui: "Não compres este jogo" justificando "Medal of Honor Warfighter é desleixado, sem inspiração, não é polido e não tem graça."
A Joystiq.com deu a pontuação 2/5 dizendo que Warfighter "deixa muito a desejar." Brad Shoemaker da Giant Bomb deu a pontuação de 3/5 e afirma que "Warfighter não tem razão de existir, mas não é de estranhar que realmente exista" e que o "jogo corre bem sobre pressão alta, mas o desempenho não é tão fluido como a oferta anual de Call of Duty e não tem tanta profundidade e escala como Battlefield. Não há muito aqui [em Warfighter] que possa recomendar sobre a competição."
A 1UP deu uma pontuação fraca ao jogo (D+) e diz que Warfighter é um "Shooter quebrado, que nos dá vontade de entregar as armas."
Uma das criticas positivas veio do Daily Mail que deu a pontuação 4/5, elogiando o Frostbite 2 que "está muito mais aperfeiçoado", que o modo Fire Team é "brilhante" e que as "secções de veículos estão bem pensadas."

### Vendas
Apesar das críticas negativas, Medal of Honor: Warfighter estreou-se em primeiro lugar no Top do Reino Unido, ultrapassando FIFA 13, que estava em primeiro há quatro semanas. No entanto em comparação com o seu antecessor, lançado em 2010, Warfighter vendeu menos.